# Kvänums församling

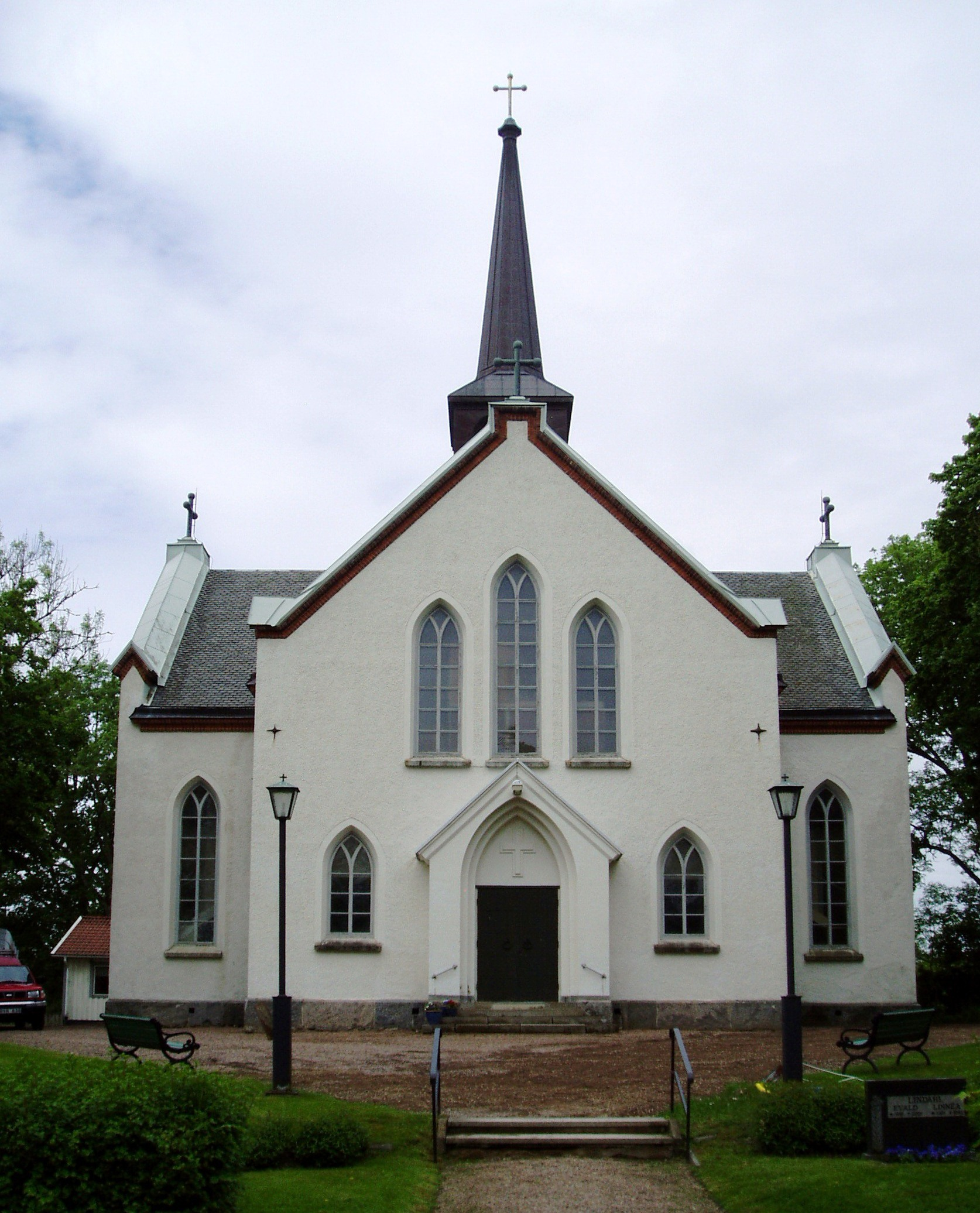
Fyrunga kyrka

Kvänums församling var en församling i Skara-Barne kontrakt i Skara stift. Församlingen ligger i Vara kommun i Västra Götalands län och ingick i Vara pastorat. Församlingen uppgick 2018 i Varabygdens församling.

## Administrativ historik
Församlingen har medeltida ursprung. Efter 1546 införlivades Badene församling.
Församlingen var till 1962 annexförsamling i pastoratet (Norra) Vånga, Edsvära och Kvänum som även omfattade, till 1552 Badene och Borga församlingar och sedan en kort tid Ballstorps församling. Från 1962 var den moderförsamling i pastoratet Kvänum, Norra Vånga, Edsvära, Jung, Öttum och Fyrunga. Församlingen införlivade 2002 Jungs, Fyrunga, Öttums, Norra Vånga och Edsvära församlingar. Den ingick därefter i Vara pastorat. Församlingen uppgick 2018 i Varabygdens församling.
Församlingskod var 147029.

## Kyrkor
- Edsvära kyrka
- Fyrunga kyrka
- Jungs kyrka
- Kvänums kyrka
- Norra Vånga kyrka
- Öttums kyrka